# شاپاکوف
شوپوقوف (به قرقیزی: Шопоков) شهری در استان چوئی کشور قرقیزستان است که در سرشماری سال ۲۰۰۵ میلادی، ۸٫۸۴۶ نفر جمعیت داشته است.